# V.M.C. Oxenbøll
Vilhelm Michael Christian Oxenbøll (13. april 1823 i Randers – 27. maj 1898) var en dansk politiker.
Oxenbøll var søn af byfoged (senere etatsråd) Morten Oxenbøll og Johanne Cecilie f. Stilling. Han blev student 1841 (fra Kolding), juridisk kandidat 1848 og udnævntes 1853 til auditør. Allerede 1856 blev han imidlertid beskikket til byfoged i Stubbekøbing, med hvilket embede han fra 1859 forenede stillingen som herredsfoged i Stubbekøbing Herred og fra 1869 hvervet som borgmester i købstaden. Han forblev i disse stillinger, indtil han 1888 tog sin afsked. Oxenbøll fik 1870 sæde i Landstinget og bevarede dette indtil 1894. Medens han i de senere år var nedbrudt af sygdom, tog han i sine velmagtsdage med iver del i Landstingets arbejde og benyttedes i ikke ringe omfang som ordfører navnlig for sådanne lovforslag, hvis emner faldt inden for hans rummelige embedserfarings område. Oxenbøll var en forretningsdygtig mand og talte med lethed, og en vis sikkerhedsfølelse dannede et grundtræk i hans tale og optræden.
Han ægtede 1853 Charlotte Marie Østrup, datter af sognepræst for Snesere menighed Bertel Mathias Østrup og Sophie Louise Benedicte f. Fasting. 27. maj 1898 afgik Oxenbøll ved døden.